# Etikette und Riten
Der konfuzianische Klassiker Etikette und Riten, chinesisch  Yili (chinesisch 儀禮 / 仪礼 – „Zeremonien und Rituale“) ist einer der Dreizehn Klassiker aus der Östlichen Zhou-Dynastie (genaugesagt, die Frühlings- und Herbstperiode und die Zeit der Streitenden Reiche) Chinas.
Er enthält viele Informationen zu den konfuzianischen Riten und ist somit eine wichtige Quelle für die Geschichte der chinesischen Kultur. Eine wichtige Ausgabe stellt das Buch mit dem Titel Yili zhushu (儀禮注疏 – „Kommentar und Subkommentar zum Yili“) dar, worin der Kommentar von Zheng Xuan (鄭玄 / 郑玄; 127–200) aus der späten Han-Zeit und der Subkommentar dazu von Jia Gongyan (賈公彦 / 贾公彦) aus der Tang-Zeit enthalten sind.
Das Werk wurde von Séraphin Couvreur (1835–1919) ins Französische und Steele ins Englische übersetzt. Eine fotografische Reproduktion einer mingzeitlichen Übertragung einer Song-Ausgabe ist in der bedeutenden chinesischen Buchreihe namens Sibu congkan enthalten.